# نايل ماتر
نايل ماتر Niall Matter (مواليد 20 تشرين الأول/أكتوبر 1980) ممثل كندي ومعروف بأعماله التلفزيونية. ولد في إدمنتون، ألبرتا وعمل 8 سنوات على منصات التنقيب عن النفط لتمويل مصاريف دراسته في مدرسة السينما في فانكوفر.

## أعماله
| اسم المسلسل/الفيلم              | السنة         | الشخصية             |
| ------------------------------- | ------------- | ------------------- |
| The Best Years                  | 2007          | ترينت هاملتن        |
| ستارغيت أتلانتس                 | 2007، 2008    | الملازم كيمب        |
| Beyond Loch Ness                | 2008          | جوش رايلي           |
| Dr. Dolittle: Tail To The Chief | 2008          | كول فليتشر          |
| Secrets of the Summer House     | 2008          | بيتر هيوز           |
| Fear Itself                     | 2008          | إدي                 |
| يوريكا                          | 2007–حتى الآن | زين دونفن           |
| Mistresses                      | 2009          | سام هوليستر         |
| المراقبون                       | 2009          | بايرن لويس/رجل العث |
| Survival of the Fittest         | 2009          | مايكل               |
| Warehouse 13                    | 2009          | غاري ويتمن          |
| Melrose Place                   | 2009          | ريك باكستن          |

## وصلات خارجية
- نايل ماتر على موقع IMDb (الإنجليزية)
- نايل ماتر على موقع ألو سيني (الفرنسية)
- نايل ماتر على موقع أول موفي (الإنجليزية)
- نايل ماتر على موقع إن إن دي بي (الإنجليزية)
- نايل ماتر على موقع قاعدة بيانات الفيلم (الإنجليزية)
- نايل ماتر على موقع كينوبويسك (الروسية)